# غارات كالابارزون 2021
كانت غارات كالابارزون 2021، التي يشار إليها أيضًا باسم الأحد الدامي (بالفلبينية: COPLAN ASVAL)، عبارة عن سلسلة من العمليات التي نفذتها الشرطة الوطنية الفلبينية (PNP) والجيش الفلبيني في كالابارزون، الفلبين، في 7 مارس 2021. قُتل خلالها تسعة نشطاء واعتُقل ستة أفراد. وكان الضحايا نشطاء يساريين ونشطاء بيئيين، من بينهم ستة قتلوا في ريزال واثنان في باتانغاس وواحد في كاويته.
زعمت الشرطة أنها عثرت على أسلحة وقنابل يدوية أثناء العمليات وأن النشطاء قُتلوا بسبب مقاومة الاعتقال وهي مزاعم قوبلت بالشكوك من قبل منظمات حقوق الإنسان ونائبة الرئيس ليني روبريدو ، التي وصفت عمليات القتل بأنها "مجزرة". وأدان مكتب المفوضية السامية للأمم المتحدة لحقوق الإنسان المداهمات، وعلق أنه "فزع من القتل التعسفي على ما يبدو" للنشطاء. قال متحدث باسم المكتب في مؤتمر صحفي: "نحن قلقون للغاية من أن عمليات القتل الأخيرة تشير إلى تصعيد في أعمال العنف والترهيب والمضايقة و(استهداف) المدافعين عن حقوق الإنسان.